# Татары в Иране
Татары в Иране (тат. Иран татарлары / Iran tatarları, перс. تاتارهای ایرانی‎) — представители татарского народа, проживающего в Иране и смежных странах.

## История
Согласно иранским источникам, татары появились в Иране в 1230 году в составе монгольской армии. После победы монголов над войском сельджукского правителя Кайхусрава в битве при Кёсе-Даге в 1243 году большая часть этих татар осела в Анатолии. Как известно, их предводителем был монгольский полководец из племени йесут Байджу-нойон, который получил от Хулагу большие земельные пожалования и потомки которого были наместниками анатолийских владений хана. Эти татары получили именование «кара татар» (черные татары) или «кюйин татар», которые были связаны с Ильханидами.
В конце XIV века анатолийские кара-татары оказались под властью Османов и, неожиданно перейдя на сторону Тамерлана, сыграли решающую роль в разгроме османской армии в битве под Анкарой в 1402 году Тогда многие из них переселились на восток в Хорасан, получив щедрые пожалования от их нового сюзерена. С этого времени в Иране постоянно проживала небольшая группа тюркоязычных татар. Их сородичи, оставшиеся в Анатолии, и по сей день проживают в Турции и наряду с полукочевыми туркменами и йозгатами считаются одной из этнографических групп турецкого народа. Судьба хорасанских кара-татар сложилась несколько иным образом.
Хорасанские кара-татары, именовавшиеся на фарси «карайи», с XVI по XVII века стали служить Сефевидским правителям, которые опасались их многочисленности и военной доблести, а потому стали расселять их в различных районах Ирана и Афганистана. В 1735 году Надир-шах собрал около 4000 татарских семей и поселил их в окрестностях городов Торбете-Хейдерие и Хаф, поставив над ними начальником Наджафали Кули-Хан Кара Татара. Сыновья этого военачальника Сардар Исхак Хан Караи-Турбати и Сардар Мухаммад Хан Караи-Турбати, воспользовались хаосом и неразберихой, начавшимися после смерти Надир-шаха, и создали независимое ханство на востоке Ирана, которое было окончательно подчинено новой иранской династией Каджарами только в конце 1820-х годов. Члены этой семьи вплоть до 1925 года были наместниками в Торбете-Хейдерие – одном из важных военно-политических центров на востоке страны. Внутри этой общины также есть «ногой-татары» —  потомки казанских татар, проживавших в Хорезме с XVIII–XIX веков и переселившихся в Иран уже в первые годы советской власти вместе с басмачами Джунаид-хана.
Пришедший к власти в 1925 году Реза Пехлеви начал политику насильственного переведения кочевых народов на оседлый образ жизни. Многие кара-татары, которые и раньше утратили родной язык и перешли на персидский, оказались в городах, где окончательно растворились среди персоязычного населения, оставив след во внешнем облике некоторых хорасанцев, отличающихся широкими скулами и раскосыми глазами.
В настоящее время большая часть проживающих в Иране татар подвергаются туркменизации.
Татары Ирана в 2023, вместе с общинами татар Афганистана, Пакистана, заявляли о планах создать объединенный Совет татар, а также хотели участвовать на XIII Международном экономическом саммите «Россия – Исламский мир: KazanSummit 2023».